# ANBO-VII
ANBO-VII — проект литовского спортивного самолёта-моноплана, разрабатываемый Антанасом Густайтисом в межвоенный период.

## История
История самолёта начинается в 1929 году, когда Литовский Аэроклуб нуждался в тренировочном самолёте. Первым таковым самолётом Аэроклуба стал Albatros B.IIa, но в скором времени Литовскому Аэроклубу потребовался новый, более совершенный самолёт. Разработка АНБО-VII началась в 1931 году, а строительство прототипа в 1933 году, но работы по нему так и небыли завершены в пользу создания бо́льшего количества планеров. По стоимости на один Седьмой Анбо приходилось 10 планеров.